# 1989 في تشيلي
فيما يلي قوائم الأحداث التي وقعت خلال عام 1989 في تشيلي.

## موسيقى

### ألبومات
من الألبومات التي صدرت هذه السنة في تشيلي:
- 1 يناير – ربما أنا الوقوع في الحب من غناء نيكول.

## كتب
من الكتب التي صدرت هذه السنة في تشيلي:
- 1 يناير – حكايات إيفا لونا من تأليف إيزابيل الليندي.

## مواليد

### يناير
- 3 يناير – ليوناردو سافيدرا لاعب كرة قدم تشيلي.
- 11 يناير – كارلوس إسكوديرو لاعب كرة قدم تشيلي.
- 14 يناير – غونزالو راولر لاعب كرة قدم تشيلي.
- 20 يناير – سباستيان بارينتوس لاعب كرة قدم تشيلي.

### فبراير
- 2 فبراير – غييرمو ريفيرا أرانجويز لاعب كرة مضرب تشيلي.
- 11 فبراير – جريجوري سافيدرا لاعب كرة قدم تشيلي.
- 15 فبراير – زيومارا موريسون لاعبة كرة سلة تشيلية.
- 25 فبراير – رودريجو ساليناس مونيوز لاعب كرة يد تشيلي.

### مارس
- 9 مارس – أرييل ساليناس لاعب كرة قدم تشيلي.
- 11 مارس – خوان سيلفا لاعب كرة قدم تشيلي.
- 14 مارس – فيليبي رينيرو لاعب كرة قدم تشيلي.
- 21 مارس – بوريس ساغريدو لاعب كرة قدم تشيلي.

### أبريل
- 2 أبريل – ميخائيل لوبيز لاعب كرة قدم تشيلي.
- 17 أبريل – تشارلز أرانغويز لاعب كرة قدم تشيلي.
- 20 أبريل – جوان مونيوث لاعب كرة قدم تشيلي.
- 21 أبريل – كارلوس مونيوث لاعب كرة قدم تشيلي.
- 24 أبريل – جان بول بينيدا لاعب كرة قدم تشيلي.

### مايو
- 10 مايو – فرانشيسكو بيزارو لاعب كرة قدم تشيلي.
- 13 مايو – كريستوبال لوبيز لاعب كرة قدم تشيلي.
- 20 مايو – برونو رومو لاعب كرة قدم تشيلي.

### يونيو
- 3 يونيو – دانييلا فيجا ممثل تشيلي.
- 7 يونيو – بوريس بيريز
- 10 يونيو – أغوستين بارا لاعب كرة قدم تشيلي.
- 22 يونيو – ماتياس كامبوس لاعب كرة قدم تشيلي.

### يوليو
- 27 يوليو – دافيد للانوس لاعب كرة قدم تشيلي.

### أغسطس
- 19 أغسطس – أورلاندو غوتيريز لاعب كرة قدم تشيلي.

### سبتمبر
- 19 سبتمبر – لورينزا إيزو

### نوفمبر
- 20 نوفمبر – إدواردو فارغاس لاعب كرة قدم تشيلي.

### ديسمبر
- 2 ديسمبر – خوسيه إغناثيو غونزاليس لاعب كرة قدم تشيلي.
- 24 ديسمبر – كارلوس إسكوبار أورتيز لاعب كرة قدم تشيلي.
- 29 ديسمبر – ميغيل أوريلانا لاعب كرة قدم تشيلي.

## وفيات

### أغسطس
- 14 أغسطس – ماريا روميرو (مواليد 1909)